# Abcoude-Proostdij
Abcoude-Proostdij, également appelé Abcoude-Proosdij ou Abcoude-Proostdij en Aasdom, est une ancienne commune néerlandaise de la province d'Utrecht.
Avant le 1er janvier 1818, la commune s'appelait Abcoude. Cette commune a appartenu d'abord à la province de la Hollande-Septentrionale, jusqu'au 19 septembre 1814, avant d'être rattaché à celle d'Utrecht.
Abcoude-Proostdij était composée de la partie septentrionale d'Abcoude et des hameaux de Proostdij (Proostdij in 't Veen), Aasdom et Achterbosch. En 1840, la commune comptait 227 maisons et 1 072 habitants.
Le 1er mai 1941 Abcoude-Proostdij a fusionné avec la commune d'Abcoude-Baambrugge, pour former la nouvelle commune de Abcoude.

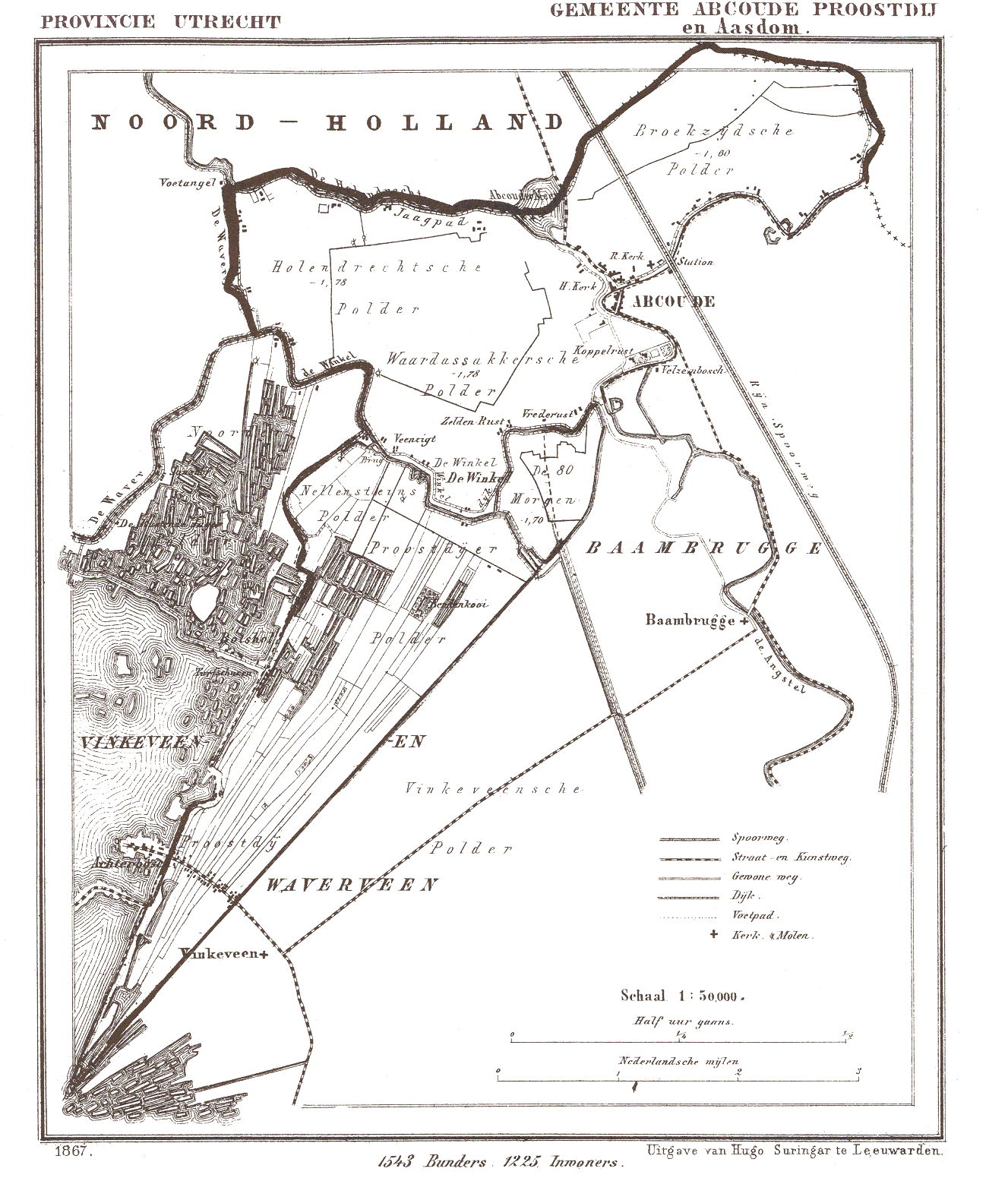
Carte d'Abcoude vers 1865-1870.